# Brigada Político-Social
La Brigade de Recherches Sociales (BSI), mieux connue sous le nom de Brigade Politique-Sociale (BPS), était la police politique secrète qui existait en Espagne pendant la dictature de Francisco Franco, chargée de persécuter et de réprimer tous les mouvements d'opposition au franquisme. Au cours de ses premières années, il a reçu des conseils des agents de la Gestapo, dirigés par Paul Winzer, en poste à l'ambassade d'Allemagne à Madrid, notamment en ce qui concerne l'utilisation de diverses méthodes de torture pour obtenir des informations ou des aveux des détenus et des techniques d'espionnage et d'infiltration dans les groupes d'opposition. Le comte de Mayalde lui-même, directeur général de la sécurité, s'est rendu dans la capitale allemande pour rencontrer Himmler. La collaboration entre la police franquiste et la Gestapo remonte à la guerre civile lorsqu'en novembre 1937 un protocole secret fut signé par lequel la police du côté rebelle se rendrait à Berlin pour y être formée - ce protocole secret fut élargi par un nouvel accord de collaboration signé le 31 juillet 1938.
La Brigade Politico-Sociale était la principale unité de police qui agissait contre l'opposition antifranquiste. « Ses agents, les Creix, Conesa, Yagüe, Navales, Manzanas, Ballesteros, Solsona, González Pacheco, etc., occupent une place d'honneur au panthéon des tortionnaires de Franco. Ses commissariats - la DGS de la Puerta del Sol à Madrid, de la Vía Layetana à Barcelone, ceux des rues Samaniego et Gran Vía à Valence, ou celui du Paseo María Agustín à Saragosse - et ses méthodes, aux connotations sinistres, font référence à un géographie particulière de la terreur ».
Organiquement, le BPS constituait une section du Corps de Police Générale (CGP). Après la mort de Francisco Franco, pendant les années de transition, la brigade fut restructurée et remplacée par la Brigade centrale d'information (BCI).
Parmi l'opposition antifranquiste, elle était communément connue sous le nom de « La Social », « La Secreta » ou « La Brigada ».

## Histoire

### Origines et création
Les origines de la Brigade politico-sociale remontent au début du XXe siècle, avec la création de la « Brigade de l'Information » et de la « Brigade Anarchisme et Socialisme » comme unités spécifiques pour combattre les mouvements anarchistes et les mouvements croissants en général. À la fin de la dictature de Primo de Rivera, la « Division de recherche sociale » a été créée, à l'initiative du général Emilio Mola et dirigée par le commissaire Santiago Martín Báguenas.
Cependant, son antécédent immédiat fut le décret des rebelles de la guerre civile du 24 juin 1938, qui créait, dans le domaine civil et dans le cadre des pouvoirs des gouverneurs des différentes provinces, un Bureau politique spécifique pour « le contrôle des affaires en l'action politique » et la « prévention et répression » de toute activité qui « fait obstacle ou détourne » les « orientations générales du gouvernement ». Beaucoup de ses premiers membres provenaient du Service d'information et de police militaire (SIPM), les services secrets de Franco pendant la guerre civile dirigés par le colonel José Ungría Jiménez.
Le 5 janvier 1939, en pleine offensive en Catalogne, le gouvernement franquiste réuni à Burgos crée le Service de sécurité nationale - plus tard la Direction générale de la sécurité (DGS) -, qui remplacera le Service d'information et de police militaire. (SIPM) qui avait agi pendant la majeure partie de la guerre. Au début, son patron était le colonel José Ungría Jiménez, directeur du SIPM, et après le 23 septembre, date à laquelle fut approuvée l'organisation de la DGS en quatre grands commissariats de police (frontières, information, ordre public et identification), c'était José Finat et Escriva de Romaní, comte de Mayalde. La réorganisation de l'appareil policier franquiste s'achève avec la loi de police de mars 1941, qui crée le corps de police générale. Dans le préambule de la loi, il était dit que la « nouvelle police » ne devait pas être gouvernée par « l'apolitisme » et qu'elle devait avoir pour objectif « la surveillance permanente et totale indispensable à la vie de la Nation, qui dans les États totalitaires est obtenu grâce à une combinaison réussie de technique parfaite et de fidélité. Le préambule faisait également référence à la "police politique, comme organe le plus efficace pour la défense de l'État". La fonction spécifique de poursuite des « crimes sociaux et politiques » serait assurée par la Brigade Politico-Sociale (BPS). Un an plus tôt, après la visite du leader nazi Heinrich Himmler en Espagne, il avait assuré qu'un de ses adjoints, déjà actif en Espagne, Paul Winzer, donnait des instructions à la nouvelle police politique secrète espagnole.
La Brigade a été officiellement créée en 1941 avec la « Loi sur le fonctionnement de la préfecture supérieure de police » et la « Loi sur la surveillance et la sécurité ». Outre son propre travail d'enquête, la brigade pouvait compter sur les rapports du Service d'information et d'enquête de la Phalange, qui remplissait également les fonctions de police politique.
Blas Pérez González, ministre de l'Intérieur entre 1942 et 1957, fut au cours de ces années l'auteur et le principal organisateur de l'efficacité que la Brigade a atteinte au cours de son histoire. En fait, Pérez González s'est distingué comme un organisateur efficace de la police franquiste pendant la période de son ministère.

### Action répressive

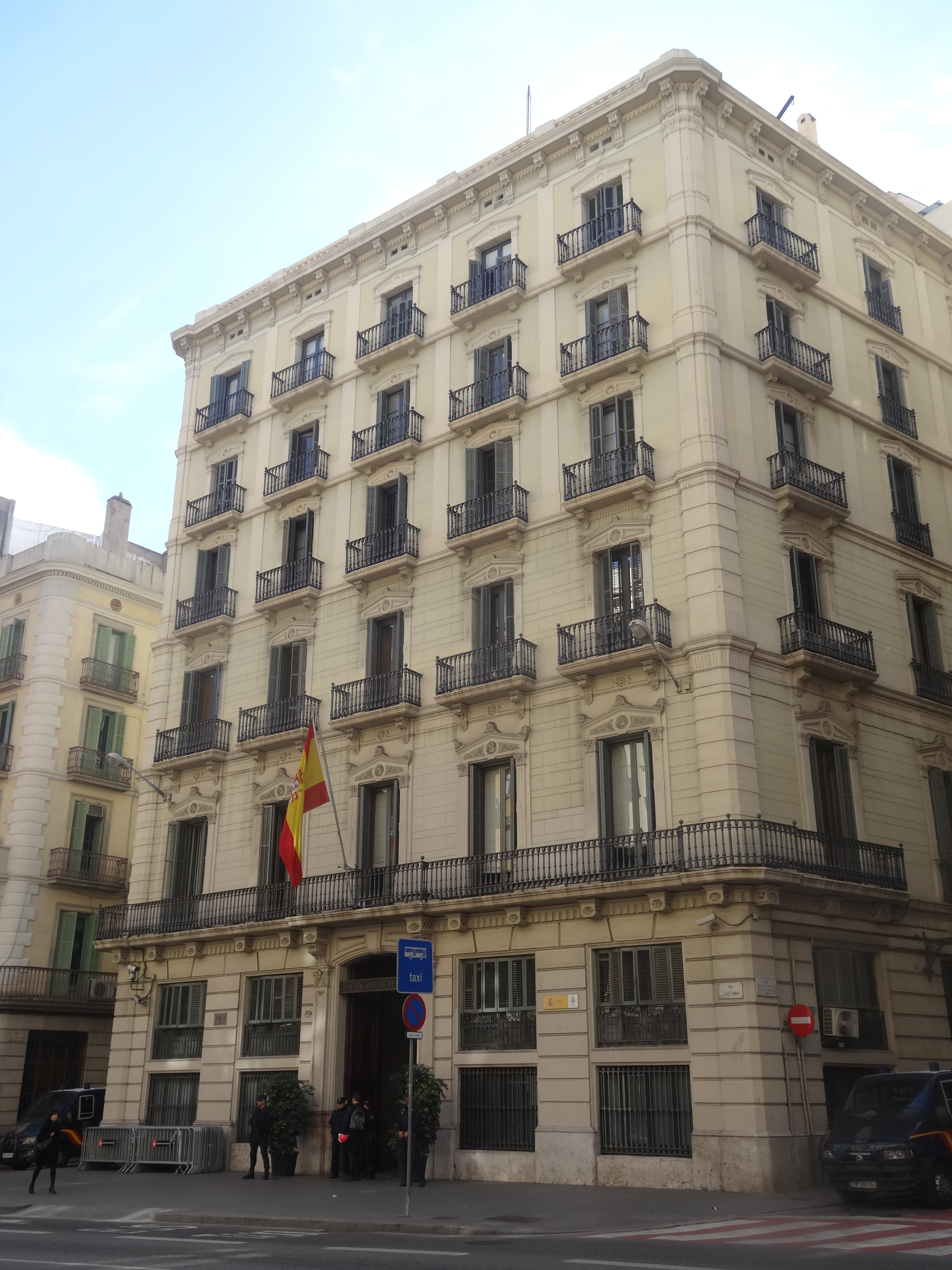
Siège de la Préfecture Supérieure de Police sur la Vía Layetana à Barcelone. C'était le centre de torture le plus important de Catalogne pendant la dictature de Franco.

Son centre d'opérations à Madrid était le siège de la DGS à la Puerta del Sol, où, entre autres, le commissaire Roberto Conesa se distinguait par l'usage de la torture sur les détenus. À Barcelone, le centre principal était le siège de la préfecture de police de la Vía Layetana, où les inspecteurs Pedro Polo Borreguero et les frères Antonio Juan Creix et Vicente Juan Creix, sous les ordres du commissaire Eduardo Quintela Bóveda, se distinguaient comme tortionnaires. Tant à Madrid qu'à Barcelone, comme dans d'autres capitales, la Brigade Politico-Sociale s'est montrée particulièrement cruelle envers les membres des partis politiques de gauche (PCE, PSOE) et des organisations ouvrières (CNT, FAI, UGT, Juventudes Libertarias) qui étaient essayant de se réorganiser en se cachant. Ce fut le cas, entre autres, des anarchistes Esteban Pallarols ou des membres de la Jeunesse libertaire Fausto González Alonso et José Martínez Guerricabeitia, ou des communistes Gregorio López. Raimundo, Heriberto Quiñones, Pedro Vicente, Antonio Palomares, Bonifacio Fernández, Eduardo Sánchez Biedma ou Casto García Roza - ces trois derniers sont morts sous la torture -, qui ont tenté de réorganiser le PCE ou le PSUC, ou le socialiste Tomás Centeno. Le BPS a agi en toute impunité car il a bénéficié de la complicité des juges qui non seulement n'ont jamais inculpé aucun agent, même si les preuves de torture étaient évidentes, mais ont également poursuivi en justice les détenus qui osaient le dénoncer pour outrage ou désobéissance à l'autorité. Le manque de garanties procédurales pendant la détention et les interrogatoires – les détenus manquaient d’assistance juridique ; il n’y avait aucune limite de facto pour déposer une accusation formelle ; la présomption d'innocence n'a pas été respectée, etc. - ils ont fait le reste.
Un rapport britannique de 1949 décrivait ainsi les actions de la Brigade politico-sociale, :

« Les fichiers DGS sont basés sur le modèle nazi. Ils sont minutieusement et extrêmement bien organisés, assurant une surveillance systématique de tous les ennemis présumés de l’État. Il faut souligner que les points noirs du système judiciaire espagnol sont, en règle générale, les commissariats de police plutôt que les prisons elles-mêmes. Toutes les affaires politiques relèvent de la Brigade Politique-Sociale, qui agit sur ordre du Chef Supérieur de la Police. L’interrogatoire d’un prisonnier peut inclure le recours à des dispositifs cruels, visant à l’obliger à faire des déclarations appelées plus tard « aveux ». Depuis qu'ils perçoivent un supplément, les policiers, mal payés, ont tendance à recourir à des méthodes de plus en plus violentes et à prolonger le plus longtemps possible l'isolement des détenus pour obtenir des aveux. Les femmes et les hommes reçoivent ce traitement. Ils pourraient être détenus pendant des semaines avant que des accusations ne soient officiellement portées contre eux. Une fois le dossier terminé, le détenu est transféré dans l'une des prisons de l'État et passe devant la juridiction militaire. »

Après la signature de l'accord de bases avec les États-Unis en 1953, plusieurs policiers de la Brigade se rendirent dans ce pays pour suivre des cours du FBI et de la CIA sur le contre-espionnage et les nouvelles méthodes d'interrogatoire. Ce fut le cas de l'inspecteur Antonio Juan Creix, qui utilisa en avril 1958 ce qu'il avait appris à New York du FBI pour interroger et torturer le leader communiste Miguel Núñez González, même s'il ne fut jamais complètement satisfait. "Voici les Américains, si les courants électriques… Il n'y a rien de tel que le bâton", a déclaré Creix, selon ce que se souvient Miguel Núñez lui-même - qui a résisté pendant un mois à la torture à laquelle il a été soumis au commissariat de Vía Layetana. et il n'a trahi personne, c'est pourquoi il est devenu un symbole de la lutte antifranquiste. Un autre policier qui s'est rendu aux États-Unis, accompagné d'un haut responsable de la DGS, était le chef du BPS lui-même, Vicente Reguengo, qui a reçu une formation de la CIA sur « les méthodes, le matériel et les techniques d'enquête policière ». Le commissaire Roberto Conesa a également suivi des formations de la CIA sur « le sabotage et l'anticommunisme ».
Avec la création du Tribunal d'ordre public (TOP) fin 1963, la Brigade Sociale et Politique continue de s'occuper en toute impunité des crimes « politiques » relevant de la compétence du tribunal. Le TOP n'a jamais été chargé d'enquêter sur les plaintes pour mauvais traitements ou torture de détenus, comme le soulignait l'avocat Josep Solé Barberá dans un écrit de 1977 : « Je ne connais pas un seul résumé dans lequel la plainte pour mauvais traitements ait été admis comme suffisant pour qu'une enquête soit ouverte sur des faits susceptibles de modifier tout le contenu du résumé et que, s'ils ne sont pas vrais, il appartenait à l'autorité elle-même de les découvrir .
Entre 1960 et 1975, les membres du BPS qui se sont le plus illustrés par leur recours à la torture et aux mauvais traitements sur les détenus ont été le commissaire Roberto Conesa, nommé chef de la Brigade pendant les dernières années du régime de Franco et pendant la Transition, et qu'il était connu parmi les secteurs clandestins antifranquistes pour ses méthodes brutales d'interrogatoire et de torture; Le commissaire Melitón Manzanas, chef de la Brigade de Guipúzcoa, accusé par différents secteurs de l'opposition à la dictature de Franco d'avoir torturé plusieurs membres appartenant à la gauche politique – Manzanas, en 1968, fut le premier à être assassiné avec préméditation par le terroriste basque. organisation ETA ; et Antonio González Pacheco, alias « Billy el Niño », devenu le numéro deux du commissaire Conesa.
Au cours des dernières années de la dictature franquiste, des plaintes ont été déposées concernant le recours généralisé et aveugle à la torture par les forces de police, et en particulier par le BPS. Dans son rapport de 1973 Justice Démocratique, le collectif clandestin de membres du pouvoir judiciaire pro-démocratie, dénonçait que « la torture continue d'être utilisée, bien qu'il soit difficile de déterminer sa fréquence et que nombreux soient ceux qui souhaitent ne pas la déterminer. Notamment dans la soi-disant lutte contre la subversion. Dans le même rapport, Justice Démocratique a souligné les obstacles pratiquement insurmontables auxquels sont confrontés les juges et les procureurs qui voulaient arrêter les responsables, comme ce fut le cas du procureur de Barcelone et membre de la Justice Démocratique Carlos Jiménez Villarejo, qui n'a pas pu poursuivre le chef du BPS de Manresa et a payé son audace avec son déménagement à Huesca .
De même, Justice Démocratique a souligné dans ses rapports que "la torture policière dans un régime d'impunité expresse" a été pratiquée surtout pendant les multiples états d'exception qui, depuis les années 1960 jusqu'à la mort du dictateur, ont été déclarés spécialement dans trois zones : le Pays Basque, Catalogne et Madrid. D'autre part, les rapports de la Justice Démocratique ont indiqué que dans les situations et les lieux où il n'y avait pas de régime d'urgence, le BPS présentait ses accusations et ses requêtes à la signature des juges sans aucun formalisme, avec précipitation et dans un climat de menace. La possibilité qu'un juge refuse était faible, tout comme la possibilité qu'il puisse enquêter librement sur toute plainte émanant de personnes détenues et/ou torturées, surtout lorsqu'elles étaient elles-mêmes soumises à l'action de la Brigade elle-même.

« Aucun juge n'oserait excuser la torture dans une résolution, mais certains ferment systématiquement les yeux sur tout signe de torture et souscrivent à l'argument de la nécessité de celle-ci comme méthode d'enquête pour ne pas laisser l'État sans défense. »

Mais même en 1975, alors que la fin du régime franquiste commençait déjà à se faire sentir, la torture, les mauvais traitements et les humiliations des détenus continuaient d'être fréquemment perpétrés dans les locaux du BPS, comme « des coups avec des matraques et des serviettes mouillées, des brûlures de cigarettes ou coupures de lames de rasoir.

### Disparition
Ses pouvoirs ont été limités par des décrets successifs approuvés en 1976, 1977 et 1981, ce dernier après le coup d'État manqué du 23 février.
En 1978, elle a été restructurée et remplacée par la Brigade Centrale d'Information (BCI), mais sa disparition n'a été pleinement officialisée qu'après la loi organique, du 13 mars 1986, sur les forces et corps de sécurité, approuvée sous le premier gouvernement socialiste de Felipe Gonzalez. Le processus de Transition n'a pris en compte aucune purge contre les membres de la Brigade Sociale et Politique. Après la disparition de la Brigade, la plupart de ses membres poursuivent leur carrière dans la police espagnole. Certains membres de la brigade politico-sociale ont été affectés à des postes moins pertinents ou leur départ de la police a été facilité. La majorité, comme le commissaire Conesa lui-même (à la tête du BCI nouvellement créé)), a poursuivi sa carrière et une grande partie des hauts fonctionnaires de police nommés dans les années 1980 étaient issus de la brigade politico-sociale.
Concernant la question des archives de la Brigade Politico-Sociale, la question est complexe. Selon certains auteurs, il existe actuellement dans les archives du ministère de l'Intérieur quelque 100 000 dossiers politiques rédigés pendant l'ère franquiste. Au contraire, d’autres fichiers – comme ceux identifiant les membres de la police secrète chargée de la surveillance et du contrôle des membres de l’opposition – ne seraient probablement pas conservés aujourd’hui et auraient été détruits.

## Structure et fonctionnement
La Brigade Politico-Sociale a été intégrée au Commissariat Général de l'Ordre Public, appartenant au Corps de Police Générale (CGP). Cela dépendait à son tour de la Direction générale de la sécurité (DGS) et du ministère de l'Intérieur. Dans ses premières années d’histoire, elle était également composée d’éléments phalangistes. Lorsque la Garde civile agissait dans les centres urbains, elle était intégrée à la structure de la Brigade. Dans certaines occasions, l'activité de guérilla du maquis républicain a même provoqué l'intervention d'unités spéciales du BPS, comme cela s'est produit en 1944 avec les actions de la guérilla urbaine qui opérait dans la région de Grenade,.
Ses agents dépendaient directement des gouverneurs civils et du ministère de l'Intérieur, et leur fonction répressive s'exerçait dans le cadre de l'opposition au franquisme et à tout groupe social, sur la base de toutes les réglementations répressives du régime, notamment la loi répressive de la franc-maçonnerie. et du communisme, la loi de l'unité syndicale, la loi des responsabilités politiques, celle de la dangerosité et de la réinsertion sociale et celle des vagabonds et des voyous. Leurs actions consistaient en la surveillance, les écoutes téléphoniques, le contrôle de la correspondance personnelle et de celle d'entreprises et de groupes (le tout sans aucun contrôle judiciaire), les détentions gouvernementales pour une durée indéterminée, la confiscation et la saisie de biens, et la pratique de la torture pour vérifier les actes ou comme forme de punition. L'application de la Juridiction espagnole, qui garantissait en théorie certains des droits fondamentaux, s'est avérée sans effet dans la pratique, étant donné que les fonctions de « prévention du crime » que la législation lui assignait permettaient à ses membres de plaider en faveur d'arrestations même s'ils ne le faisaient pas. Il existe même des soupçons fondés quant à la commission d'un crime. En outre, les nombreuses situations exceptionnelles décrétées par le régime ont permis de suspendre l'application du Fuero pour de longues périodes et sur des territoires spécifiques. L'une des pratiques courantes du BPS, et en même temps l'une des plus redoutées par les personnes concernées, était la perquisition policière des domiciles.
Beaucoup de leurs activités ont été examinées par deux tribunaux créés spécifiquement pour la répression politique : le Tribunal Spécial pour la Répression de la Franc-Maçonnerie et du Communisme et plus tard les Tribunaux de l'Ordre Public (TOP), de sorte que les tribunaux ordinaires et les juges pouvaient à peine en entendre parler de la Brigade.